# Station Rosslare Europort
Station Rosslare Europort  is een treinstation in Rosslare in het  Ierse graafschap Wexford. Het ligt aan het einde van de lijn Dublin - Rosslare. De trein geeft een aansluiting met de veerboten van Stena Line voor de verbinding naar Fishguard in Wales.
Het station heeft een  beperkte dienstregeling. In de richting Dublin vertrekken op werkdagen dagelijks vier treinen.